# Millry (Alabama)
Millry es un pueblo ubicado en el condado de Washington en el estado estadounidense de Alabama. En el censo de 2000, su población era de 615.

## Demografía
En el 2000 la renta per cápita promedia del hogar era de $ 24.886$, y el ingreso promedio para una familia era de 32.500$. El ingreso per cápita para la localidad era de 14.782$. Los hombres tenían un ingreso per cápita de 36.667$ contra 17.917$ para las mujeres.

## Geografía
Millry está situado en 31°37′53″N 88°19′8″O / 31.63139, -88.31889 (31.631309, -88.318972)
Según la Oficina del Censo de los EE. UU., la ciudad tiene un área total de 7.75 millas cuadradas (20.06 km²).